# Застава Шри Ланке
Застава Шри Ланке је усвојена 1950. Састоји се од лава на гримизној позадини са четири листа који у предњој десној шапи држи мач. Около је жути оквир, а са леве стране се налазе две пруге шафран и зелене боје. 
Застава носи вишеструку симболику:
- Лав - етничка припадност народа ове земље
- Листови Ficus religiosa - Будизам и четири особине: љубазност, пријазност, срећа и мирноћа.
- Лавов мач - независност земље
- Коврче на лавовој гриви - религијска преданост, медитација и мудрост
- Лавов реп - свети пут Будизма
- Дршка мача - елементи воде, ватре, земље и ваздуха.
- Лавов нос - интелигенција
- Две предње шапе лава - чистоћа при руковању богатством
- Вертикална наранчаста пруга - етничост Тамила
- Вертикална зелена пруга - Ислам и Морички етницицтет
- Жути оквир - Будистички свештеници
- Гримизна подлога - друге мањинске религије